# غروفر هاتشينز
غروفر هاتشينز (بالإنجليزية: Grover Hutchins)‏ هو عالم أمراض أمريكي، ولد في 1933، وتوفي في 27 أبريل 2010.